# The Menagerie
The Menagerie is een dubbele aflevering van de De oorspronkelijke serie van Star Trek. Deze afleveringen werden voor het eerst uitgezonden op 17 en 24 november 1966 op de Amerikaanse televisiezender NBC.

## Productie
Destijds werden de afleveringen sneller uitgezonden dan dat ze werden opgenomen. Om te voorkomen dat er een week overgeslagen moest worden ging Gene Roddenberry aan de slag met een script voor een dubbele aflevering die voor een groot deel zou bestaan uit scènes van de oorspronkelijke pilotaflevering The Cage, die nog nooit was uitgezonden. Hierdoor konden de twee afleveringen toch in één week worden geproduceerd. In The Cage speelde Jeffrey Hunter de rol van captain Christopher Pike van de Enterprise. Het resultaat was zo goed dat The Menagerie in 1967 bekroond werd met een Hugo Award voor Best dramatic presentation.

## Synopsis
Spock ontvoert Christopher Pike, de voormalige kapitein van de Enterprise en stuurt het schip naar de verboden planeet Thalos IV. Hierna organiseert hij zijn eigen krijgsraad aan boord van het schip waar Kirk, Pike en commodore Mendez hem moeten berechten. Tijdens deze zitting komt aan het licht waarom Spock Pike ontvoerd heeft.

## Verklaring van de titel
Vanaf de 17e eeuw gingen de Europese koningshuizen exotische dieren houden. Deze dierentuinen werden menageries genoemd. De dieren werden hier vaak op ondeskundige en wrede wijze behandeld. Net als de gevangen mensen op de planeet Thalos IV.